# Polák proužkozobý
Polák proužkozobý (Aythya collaris) je severoamerický druh potápivé kachny z řádu vrubozobých.

## Popis
Na první pohled připomíná poláka chocholačku, má však nápadně velkou, na konci temene zašpičatělou hlavu a břidlicově šedý zobák s výrazným bílým proužkem před černou špičkou. V letu má šedé (ne bílé) letky. Dospělý samec má šedé boky, bílý je jen pruh na jejich přední části. Samice je od jiných poláků nejlépe rozlišitelná podle tvaru hlavy a zbarvení zobáku. U mladých ptáků bílý proužek na špičce zobáku chybí. Hnízdí v Severní Americe, občas zalétá do Evropy. Výjimečně zalétl také do České republiky – v dubnu 2006 byl samec zjištěn v jižních Čechách a v květnu 2007 opět samec na rybnících u Tovačova. Další výskyt je zaznamenán z dubna 2025 z Rožďalovických rybníků.

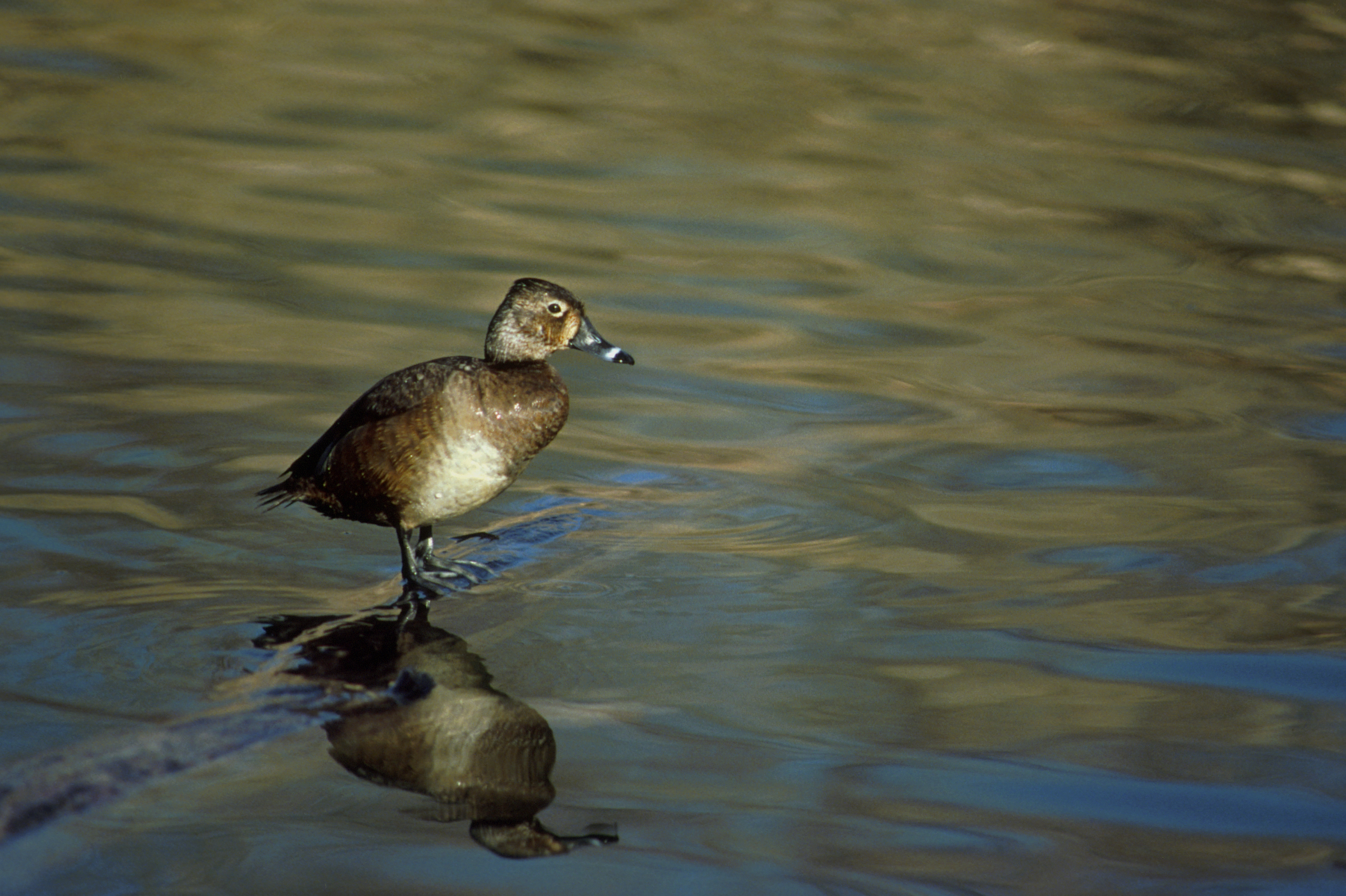
Samice poláka proužkozobého – všimněte si nápadného tvaru hlavy a bílého proužku na zobáku